# Nova Lodîna, Kameanka-Buzka
Nova Lodîna (în ucraineană Нова Лодина) este un sat în comuna Velîkosilkî din raionul Kameanka-Buzka, regiunea Liov, Ucraina.

## Demografie
Componența lingvistică a localității Nova Lodîna
     Ucraineană (100%)
Conform recensământului din 2001, toată populația localității Nova Lodîna era vorbitoare de ucraineană (100%).